# Saint-Martin-de-Bossenay
Saint-Martin-de-Bossenay é uma comuna francesa na região administrativa de Grande Leste, no departamento de Aube. Estende-se por uma área de 16,26 km². Em 2010 a comuna tinha 373 habitantes (densidade: 22,9 hab./km²).